# Předotice
Předotice är en ort i Tjeckien.   Den ligger i regionen Södra Böhmen, i den centrala delen av landet, 80 km söder om huvudstaden Prag. Předotice ligger 477 meter över havet och antalet invånare är 421.
Terrängen runt Předotice är platt. Runt Předotice är det glesbefolkat, med 19 invånare per kvadratkilometer. Närmaste större samhälle är Písek, 9,2 km sydost om Předotice. I omgivningarna runt Předotice växer i huvudsak blandskog.